# Letonia en los Juegos Olímpicos de Turín 2006
Letonia estuvo representada en los Juegos Olímpicos de Turín 2006 por un total de 57 deportistas que compitieron en 8 deportes.  
El portador de la bandera en la ceremonia de apertura fue el jugador de hockey sobre hielo Artūrs Irbe.

## Medallistas
El equipo olímpico letón obtuvo las siguientes medallas:
| Nombre          | Deporte | Competición  |
| --------------- | ------- | ------------ |
| Oro             |         |              |
| —               |         |              |
| Plata           |         |              |
| —               |         |              |
| Bronce          |         |              |
| Mārtiņš Rubenis | Luge    | Individual M |